# Omar Hasan

a Compétitions nationales et continentales officielles uniquement.

b Matchs officiels uniquement.
Omar José Hasan Jalil, né le 21 avril 1971 à Tucuman (Argentine), est un joueur international argentin de rugby à XV. Il évolue au poste de pilier au sein des effectifs des Wellington Lions, des ACT Brumbies, du FC Auch, du SU Agen et du Stade toulousain.
Une fois sa carrière de rugby derrière lui et fixé à Toulouse, Omar Hasan entame une carrière de baryton pour des pièces d'opéra et pour son trio Café Tango.

## Biographie

### Jeunesse
Son grand-père est un Syrien émigré en Argentine au début du XXe siècle. C'est dans la province de Tucumán, au nord-ouest du pays, qu'Omar naît et passe toute son enfance, au sein du petit supermarché familial.

### Carrière sportive

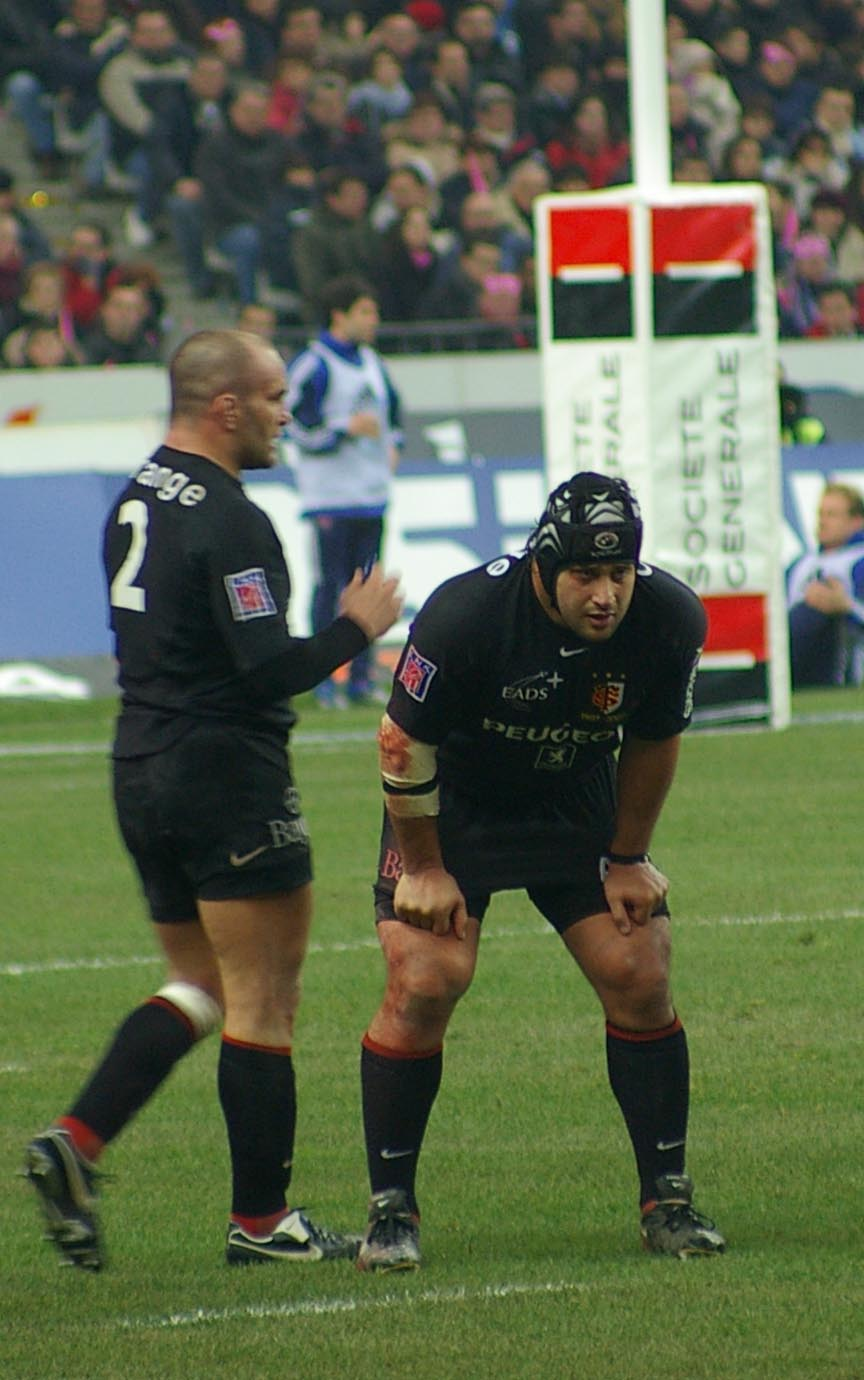
Omar Hasan et Yannick Bru lors d'un match avec le Stade toulousain.

Enfant, il s'essaie au football et au judo mais, possédant une stature au-dessus de la moyenne, c'est vers le rugby qu'il se dirige. Adolescent, il joue déjà dans l'équipe de la province de Tucumán, le Natación y Gimnasia. Il s'y fait remarquer, et, dès ses 21 ans, participe à la Coupe du monde universitaire avec la sélection argentine en Europe. C'est au terme d'un match en Italie que les sélectionneurs de l'équipe nationale le sortent du lot : à 21 ans, il est sélectionné au poste de pilier droit des Pumas. Quelques années plus tard, en 1997, il part jouer en Australie et en Nouvelle-Zélande, où il se forme à la culture rugbystique de l'hémisphère sud. Puis, lors d'une tournée de l'équipe d'Argentine en France, Jacques Fouroux, alors président du FC Auch, le remarque et lui propose de venir jouer dans son club, l'année suivante. Malgré une intégration sans problème, il n'y restera qu'une saison : le prestigieux club voisin, Agen, lui fait les yeux doux. C'est donc au Sporting union agenais qu'il parfait son adaptation dans le Sud-Ouest. En 2004, il est débauché par le Stade toulousain ; il commentera à ce sujet : « Une proposition dont n'importe quel joueur rêve. Le Stade, c'est une référence au niveau européen. »
En 2005, il participe à la finale de coupe d'Europe face au Stade français au Murrayfield Stadium à Édimbourg. Il est titulaire au poste de pilier droit. Les Toulousains gagnent le titre de champion d'Europe en s'imposant 12 à 18 après prolongation.
Il y joue 4 saisons lors desquelles il remporte la coupe d'Europe 2005 et le championnat de France 2008, année où il raccroche les crampons.
Après sa carrière de joueur, il intervient auprès de plusieurs clubs en tant que spécialiste de la mêlée : à l'Entente de la vallée du Girou XV, au Stade toulousain (2008-2011), au SU Agen (2016-2019) et à l'US Marmande à partir de 2019. En novembre 2020, il est nommé entraîneur des avants de l'US Marmande après le départ en cours de saison de Djalil Narjissi pour le SU Agen,.

### Carrière musicale
« Sur le terrain de rugby, j’étais cantonné aux tâches obscures. Sur scène, il n’y a que moi, je me trouve plus exposé. Quand je chante et quand je vois les gens prendre du plaisir, je le ressens davantage que sur un terrain. »
Omar Hasan est passionné par le chant depuis l'enfance, pendant laquelle il a intégré une chorale.
Lorsqu'il évoluait à Agen, un jeune professeur de chant lyrique, Jean-François Gardeil, découvre en lui une voix puissante et perçante de baryton à l'occasion d'une troisième mi-temps où Omar Hasan entonne un air de Verdi,. C'est ainsi qu'une fois sa carrière rugbystique achevée, il reste à Toulouse pour se consacrer pleinement à sa nouvelle carrière, travaillant beaucoup, notamment la technique — « Je passe tout mon temps libre à répéter avec un professeur de chant, sauf le dimanche, où je joue au golf! », dit-il pendant ses années comme rugbyman professionnel — se produisant à l'opéra ou dans différents concerts et festivals. Avant cela, alors qu'il est toujours joueur de rugby professionnel, il prend de cours de solfège, apprend les répertoires, l'allemand et l'italien, puis intègre le conservatoire de Toulouse. Sa femme, qui vivait jusqu'alors à New York, vient s'installer définitivement à Toulouse, où ils auront deux enfants.
Il interprète plusieurs rôles dans des opéras classiques tels que King Arthur d'Henry Purcell — dans le rôle de Cornus (basse) —, La Belle Hélène d'Offenbach — Ajax 2e (baryton) — ; il a interprété Jephté dans l'oratorio de Giacomo Carissimi, Historia di Jephte ou encore Escamillo (baryton) dans une adaptation de l'opéra Carmen de Bizet. Il est l'horloge comtoise dans L'enfant et les sortilèges de Ravel au Théâtre du Capitole à Toulouse et Sulpice dans La fille du régiment de Donizetti au Casino Barrière de Toulouse en 2016.
Fin septembre 2012, il chante l'Hymne national argentin à l'occasion d'un match de Rugby Championship entre son pays et la Nouvelle-Zélande,.

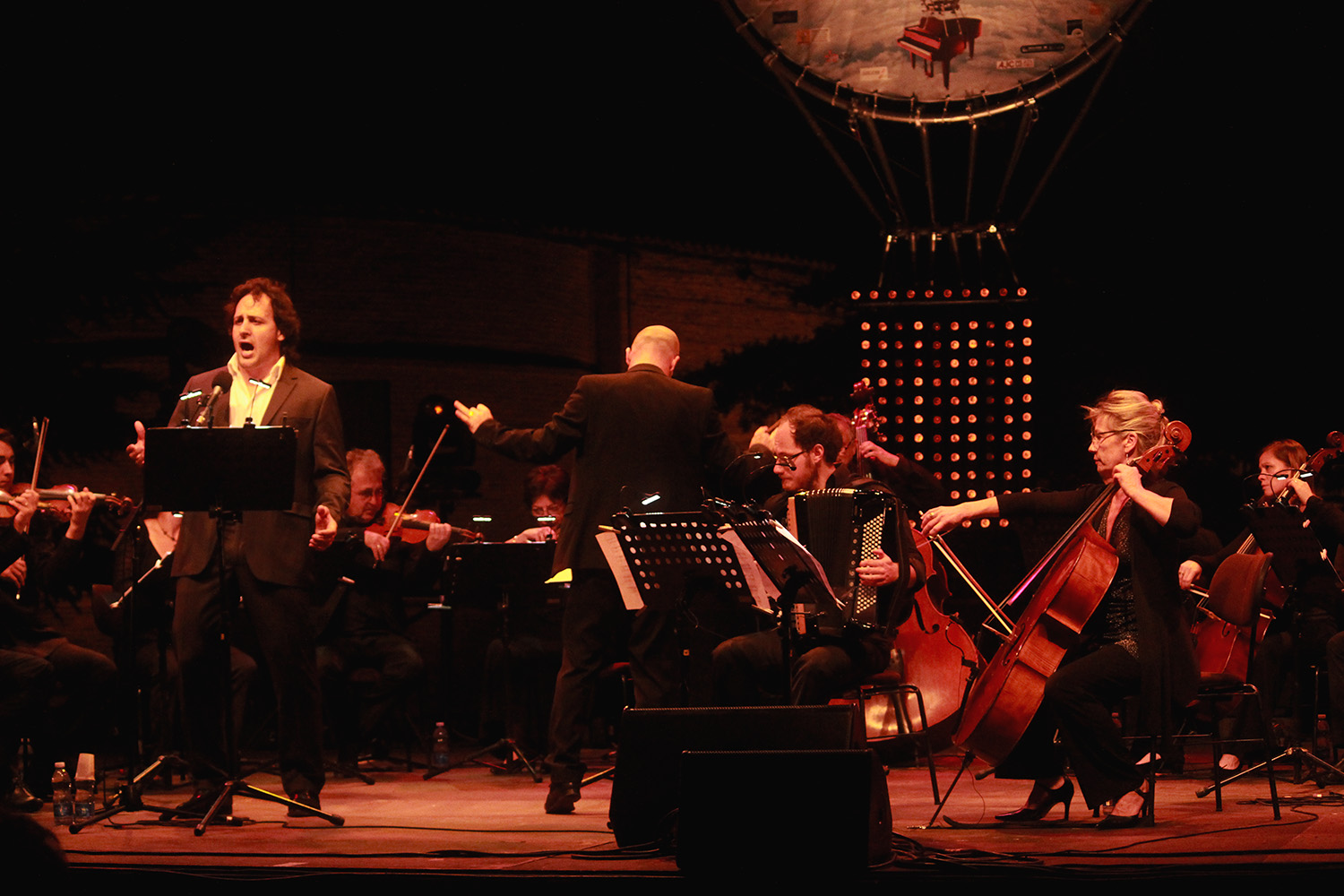
Omar Hasan accompagné des deux autres intégrants du trio Café Tango, Marie-Françoise Mercier et Grégory Daltin, ainsi que de l'Orchestre de chambre de Toulouse en 2013.

Il développe un projet plus personnel, Café Tango, qui réunit la musique classique et le tango, pour lequel il s'associe avec la violoncelliste Marie-Françoise Mercier et l'accordéoniste Grégory Daltin. Depuis 2013, le violoncelliste Romain Lapeyre remplace Marie-Françoise Mercier. Le 8 août 2013, le trio s'assemble avec l'Orchestre de chambre de Toulouse pour chanter des classiques revus au rythme de Carlos Gardel, Astor Piazzolla, Omar Sosa, les influences principales d'Omar Hasan, avec Luciano Pavarotti,.
En 2016, il participe au film Mercenaire où il incarne un rugbyman qui chante l'opéra.
En 2018, Omar Hasan participe à l'émission La France a un incroyable talent en revisitant des chansons de variété française avec sa voix de baryton.

## Statistiques sportives

### Carrière

#### En club
- 1990-1996 : Natación y Gymnasia (Tucumán, Argentine)
- 1997 : Wellington Lions (NPC, Nouvelle-Zélande)
- 1998 : ACT Brumbies (Super 12, Australie)
- 1998-1999 : FC Auch Gers (France)
- 1999-2004 : SU Agen (France)
- 2004-2008 : Stade toulousain (France)

#### En équipe nationale
Il honore sa première cape internationale avec l'équipe d'Argentine le 4 mars 1995 à Buenos Aires par une victoire 44-3 contre l'Uruguay. Il met un terme à sa carrière internationale le 19 octobre 2007 à la suite du match comptant pour la troisième place de la Coupe du monde 2007 gagné 34-10 contre la France au Parc des Princes, à Paris.

### Palmarès

#### En club
- Coupe d'Europe de rugby à XV : 
  - Vainqueur (1) : 2005
- Championnat de France de première division :
  - Vainqueur (1) : 2008

#### En équipe nationale
- 64 sélections en équipe d'Argentine entre 1995 et 2007
- 4 essais (20 points)
- Sélections par année : 1 en 1995, 4 en 1996, 7 en 1997, 8 en 1998, 7 en 1999, 2 en 2000, 5 en 2001, 6 en 2002, 4 en 2003, 5 en 2004, 5 en 2005, 3 en 2006, 8 en 2007
- En coupe du monde :
  - 2007 : 6 sélections (Géorgie, Namibie, Irlande, Écosse, Afrique du Sud, France)
  - 2003 : 2 sélections (Australie, Roumanie)
  - 1999 : 4 sélections (Pays de Galles, Samoa, Japon, Irlande)